# Gedser Sogn
Gedser Sogn er et sogn i Falster Provsti (Lolland-Falsters Stift).
Gedser Kirke blev i 1915 indviet som filialkirke til Gedesby Kirke. Gedser blev så et kirkedistrikt i Gedesby Sogn, som hørte til Falsters Sønder Herred i Maribo Amt. Skelby-Gedesby sognekommune inkl. kirkedistriktet blev ved kommunalreformen i 1970 indlemmet i Sydfalster Kommune, der ved strukturreformen i 2007 indgik i Guldborgsund Kommune.
Da kirkedistrikterne blev nedlagt 1. oktober 2010, blev Gedser Kirkedistrikt udskilt som det selvstændige Gedser Sogn.
Stednavne, se Gedser Sogn.